# Una cita con la vida
Una cita con la vida è un film drammatico del 1958 diretto da Hugo del Carril.

## Trama
Luis e Nélida sono due adolescenti che vivono problemi familiari. Il padre di Luis è violento con sua madre, mentre il fratello è invischiato nella criminalità; Nélida ha un rapporto difficile con la madre divorziata e vede raramente il padre, che si è rifatto una vita. Quando la ragazza vede un uomo uscire dalla camera da letto di sua madre, decide di andare via di casa e per strada incontra Luis, con il quale si sviluppa ben presto una sintonia. La relazione sentimentale dei due ragazzi dovrà affrontare svariate difficoltà.

## Produzione
Basato sul romanzo Calles de tango di Bernardo Verbitsky, il film ebbe come protagonisti due attori esordienti che ebbero poi molto successo in Argentina, Gilda Lousek ed Enzo Viena.
Nel 1958, la pellicola prese parte al Festival del Cinema Argentino di Río Hondo, dove Hugo del Carril si rese protagonista di un acceso scambio con il giornalista Raimundo Calcagno, membro della giuria di quell'edizione. Quando il primo premio della rassegna fu dichiarato nullo, il regista rimproverò apertamente Calcagno, accusandolo di non sostenere il cinema nazionale. La controversia ebbe grande rilievo sui media e portò ad un'azione dell'Ordine dei giornalisti, che alla fine si pronunciò a favore del critico.

## Accoglienza
Secondo Gerardo Martínez, "Il film è il più speranzoso di Hugo del Carril, e tematicamente e formalmente (fatta eccezione per le musiche di Tito Ribero che gli conferiscono un carattere classico, rendendolo magistralmente senza tempo) anticipa la cosiddetta Generazione degli anni '60, quella del primo nuovo cinema argentino".
Il quotidiano La Nación definì il film "Un lodevole successo di Hugo del Carril".
La Razón lo bollò invece come "deplorevole esempio di cinema argentino".
Raúl Manrupe e María Alejandra Portela, nel loro volume Un diccionario de films argentinos (1930-1995), ne parlarono in termini positivi, affermando "Un cinema popolare e autentico con un regista a suo agio e sicuro di sé. Hugo del Carril ha catturato meglio l'ambiente urbano, con un clima poetico senza straripamenti o banalità. Un piccolo classico e una buona interpretazione dei protagonisti esordienti".

## Riconoscimenti
- 1958 - Festival internazionale del cinema di Karlovy Vary
  - Candidatura al Globo di Cristallo